# Superdirettissima
Superdirettissima – rodzaj drogi wspinaczkowej, której trasa jest wytyczona niemal dokładnie w linii spadku wierzchołka. Jest to droga bliższa drodze idealnego spadku niż direttissima. Wspinacze używają często skrótowych określeń diretta i superdiretta.